# Odysia molaria
Odysia molaria là một loài bướm đêm trong họ Geometridae.